# Заря (сельское поселение Старая Бинарадка)
Заря́ — посёлок в Красноярском районе Самарской области, входит в состав сельского поселения Старая Бинарадка.

## География
Посёлок находится на расстоянии примерно 24 км (по прямой) к северо-западу от села Красный Яр, административного центра района.

## Население
| 2010 |
| ---- |
| 4    |

## Улицы
В посёлке имеется одна улица — Степная.